# Pivovar Janovice
Pivovar Janovice je bývalý pivovar ve vlastnictví rodu Harrachů nacházející se v obci Janovicích u Rýmařova. Založen byl roku 1721. Pivovar leží v těsné blízkosti Státního zámku Janovice u Rýmařova. Nachází se v CHKO Jeseníky. Budova pivovaru je památkově chráněna od 29. ledna 2003.

## Historie
Historie pivovarnictví na panství v Janovicích sahá až do roku 1584. Pivo se v té době vařilo přímo v budově současného janovického zámku. V roce 1721 byl však pivovarský provoz vymezen do samostatné budovy dnešního bývalého pivovaru.
Na přelomu 19. a 20. století byl pivovar významně přebudován do současné podoby. Byly zavedeny moderní technologie výroby piva a to včetně parního stroje. Významně se tak mohl zvýšit výstav až na cca 10 000 hl ročně. V roce 1937 přešel pivovar do rukou dědiců harrachovského majetku rodu Rosty-Forgách.
Vydáním Dekretu Ministerstva zemědělství a výživy ze dne 17. června 1946 byl provoz pivovaru ukončen.
V letech 1946–1948 vznikla rekonstrukcí starého pivovaru luštírna, jež byla divizí Pošumavské luštírny. Její provoz byl ukončen 1. ledna roku 1970.
8. června 2018 přešla budova bývalého pivovaru do soukromého vlastnictví.

## Historické technologie
Na přelomu 19. a 20. století byl pivovar masivně přebudován a vybaven moderními technologiemi. K pivovaru přibyl parní stroj a vybudovala se budova chladného hospodářství.
Mechanická energie potřebná při výrobě piva (míchání, čerpání, šrotování, zdvihání) byla distribuována pomocí systému transmisí a kožených řemenů. Ohřev vystírací a rmutovací pánve byl pak realizován přes nepřímý otop párou.

### Elektrárna
V těsném sousedství pivovaru se též nacházel objekt patřící Harrachům s vodní elektrárnou o výkonu 25,16 kW. Tento objekt zde prokazatelně stál v roce 1930, ale pravděpodobně byl zbudován již o 25 let dříve. Podle vnitřního uspořádání moderních rozvodů transmisí a umístění elektromotorů je vysoce pravděpodobné, že byl pivovar v začátku 20. století elektrifikován právě zmiňovanou vodní elektrárnou a systém transmisí byl propojen společně s parním strojem, který již mohl primárně sloužit pro otop pánví a energetickou potřebu špičkového výkonu např. pro obsluhu výtahů již mohl poskytovat elektromotor.

## Současnost
V roce 1994 byla na pivovaru kompletně opravena střecha, která zabránila rychlejšímu chátrání budovy.
Podle dochovaných interních směrnic z doby provozu luštírny se do objektu nemělo investovat nic více, než nezbytně nutné výdaje jako např. výměna prasklé žárovky.[zdroj?]
Díky pomoci dobrovolníků se podařilo celý objekt vyčistit, následně začaly přípravné práce na sanaci poškozených míst a příprava výkresové dokumentace pro nutné rekonstrukce.
V jedné části budovy se zároveň nachází ve dvou podlažích 6 bytových jednotek.

## Zapsaný spolek
Dne 30. července 2020 byl do spolkového rejstříku zapsán Spolek pro Obnovu pivovaru v Janovicích.
Účelem spolku je záchrana a obnova pivovaru v Janovicích u Rýmařova, pořádání kulturních a společenských aktivit v místě pivovaru; pořádání dobrovolnických, hudebních, divadelních a dalších kulturních akcí.